# FC Köniz
Der FC Köniz ist ein Schweizer Fussballclub aus Köniz im Kanton Bern und der grösste Verein in der Gemeinde. Die erste Mannschaft spielt in der zweiten Liga interregional des Schweizerischen Fussballverbandes.

## Geschichte
Der FC Köniz wurde am 1. Juli 1933 gegründet.
In den Jahren 1977, 1978 und 1984 nahm der FC Köniz an den Aufstiegsspielen in die Nationalliga B teil.
Im Sommer 2011 begann man, ehemalige Nationalligaspieler zu verpflichten, darunter Carlos Varela. Im darauffolgenden Winter wechselten weitere bekannte Namen, u. a. Miguel Portillo, in den Berner Vorort. Gleichzeitig verliessen zehn Spieler den Verein, da sie nicht in die zweite Mannschaft wechseln wollten. Hatte der FC Köniz in der vorhergehenden Saison noch bis zuletzt um den Klassenerhalt in der 2. Liga interregional kämpfen müssen, so konnte die Mannschaft im Sommer 2012 den Aufstieg feiern. 2013 folgte der zweite Aufstieg in Folge. In den Jahren 2013/14 und 2014/15 wurde man zwei Saisons nacheinander Vierter bzw. Zweiter und verpasste somit nur knapp den Aufstieg in die Challenge League. Im Schweizer Cup 2015/16 stiess der FC Köniz bis in das Viertelfinale vor, nachdem man in der 2. Runde den Grasshopper Club Zürich mit 3:1 besiegt hatte. Nach acht Spielzeiten in der dritthöchsten Schweizer Spielklasse stieg Köniz in der Saison 2020/21 als 15. wieder in die 1. Liga ab.

## Klassierungen der letzten Jahre
2. Liga interregional, Gruppe 2
- 2009/10: 7. Rang
- 2010/11: 8. Rang
- 2011/12: 1. Rang →  ▲ Aufstieg in die 1. Liga Classic

1. Liga Classic, Gruppe 2
- 2012/13: 2. Rang →  ▲ Aufstieg in die 1. Liga Promotion nach erfolgreichen Play-Offs gegen FC Zug 94 und US Terre Sainte

Promotion League
- 2013/14: 4. Rang
- 2014/15: 2. Rang
- 2015/16: 13. Rang
- 2016/17: 8. Rang
- 2017/18: 7. Rang
- 2018/19: 7. Rang
- 2019/20: abgebrochen (COVID-19)
- 2020/21: 15. Rang  ▼

1. Liga Classic, Gruppe 2
- 2021/22: 4. Rang
- 2022/23: 12. Rang
- 2023/24: 8. Rang

## Stadion
Der FC Köniz trägt seine Heimspiele auf dem Sportplatz Liebefeld-Hessgut aus, welches 2000 Zuschauer fasst.

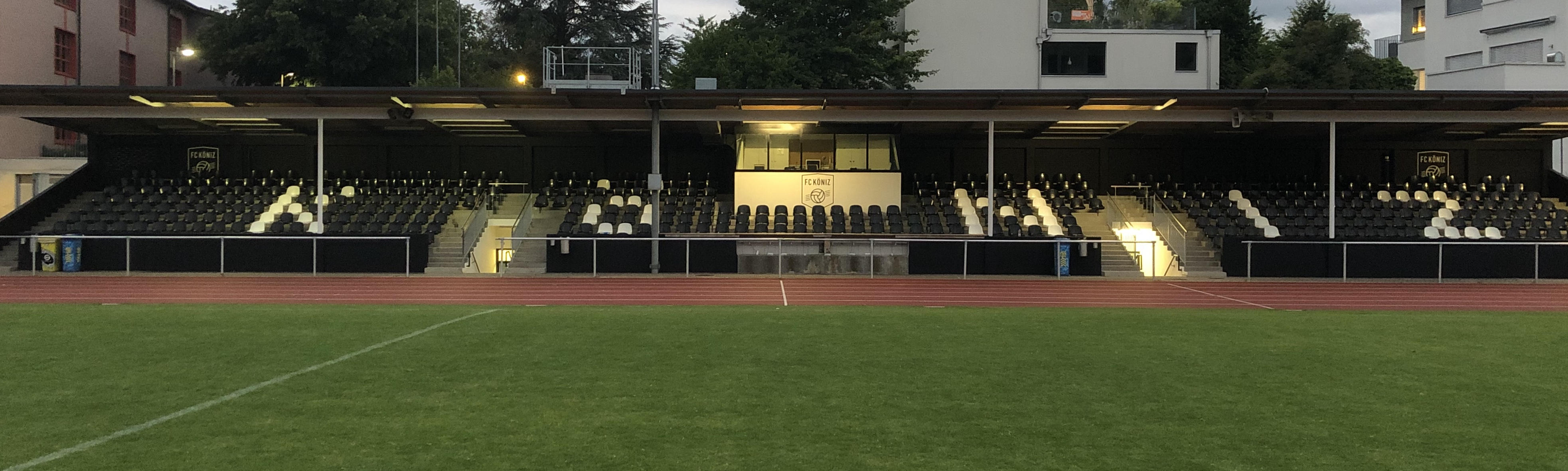
Stadion des FC Köniz